# Ponte da Praia do Ribatejo

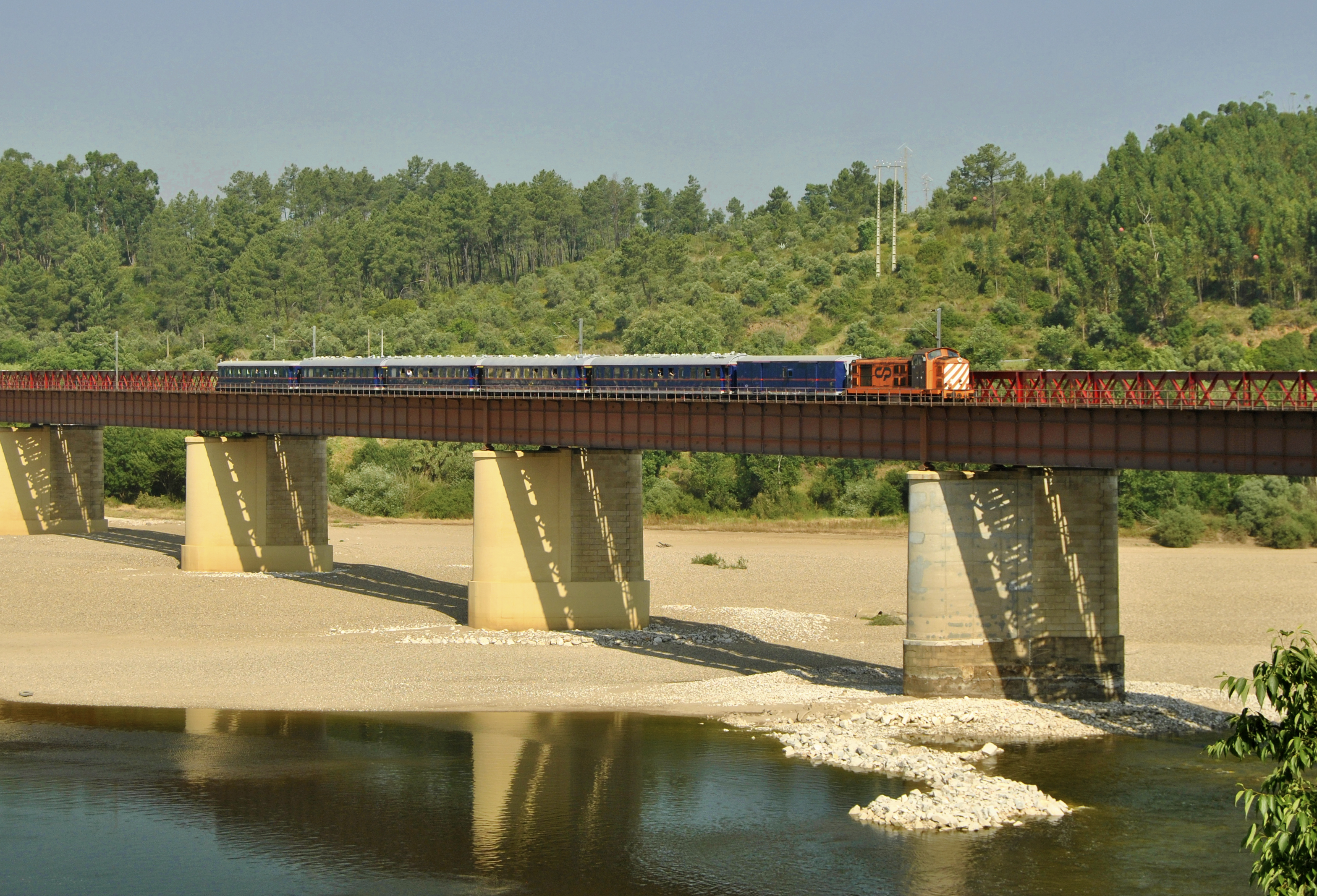

A Ponte da Praia do Ribatejo é uma ponte sobre o rio Tejo que liga as estradas nacionais EN3 e EN118, unindo Praia do Ribatejo ao município de Constância.
Inaugurada em 1889,[carece de fontes?] inicialmente era uma ponte ferroviária, entre as estações de Praia do Ribatejo e Almourol.
Em 1959, devido ao mau estado da estrutura, a CP construiu outra ao lado, assente sobre os mesmos pilares. A linha abandonada foi cedida às câmaras de Vila Nova da Barquinha e Constância que a adaptaram a ponte rodoviária, inaugurada em 1988.
Em Novembro de 2007 esteve encerrada devido a um deslizamento do tabuleiro.
Em 20 de Julho de 2010 foi novamente encerrada por razões de segurança, sendo de novo reaberta em dia 6 de Abril de 2011